# Wielgowo-Zdunowo
Wielgowo-Zdunowo – dawne osiedle administracyjne Szczecina, należące do dzielnicy Dąbie. Istniało w latach 1955–1976 i obejmowało części miasta Wielgowo i Zdunowo.. Według danych z 6 grudnia 1960 r. osiedle zamieszkiwały 2334 osoby.
W 1990 r. przywrócono zlikwidowany w 1976 r. podział miasta na cztery dzielnice. Powołano wówczas nowe osiedle o nazwie Wielgowo-Sławociesze-Zdunowo, które weszło w skład dzielnicy Prawobrzeże – sukcesora dzielnicy Dąbie.